# IC 4588
IC 4588 ist eine elliptische Galaxie vom Hubble-Typ E0? im Sternbild Schlange nördlich des Himmelsäquators. Sie ist schätzungsweise 717 Millionen Lichtjahre von der Milchstraße entfernt und hat einen Durchmesser von etwa 65.000 Mio. Lj. Im selben Himmelsareal befindet sich u. a. die Galaxie NGC 6051 als optischer Nachbar.
Das Objekt wurde am 15. Juli 1903 von Stéphane Javelle entdeckt.